# Evaristo de Chirico
Evaristo de Chirico (Palermo, 12 marzo 1841 – Atene, 5 maggio 1905) è stato un ingegnere italiano costruttore della ferrovia del Pelion e delle ferrovie a scartamento ridotto della Tessaglia; in seguito nominato Direttore delle Ferrovie della Tessaglia, in Grecia.

## Biografia

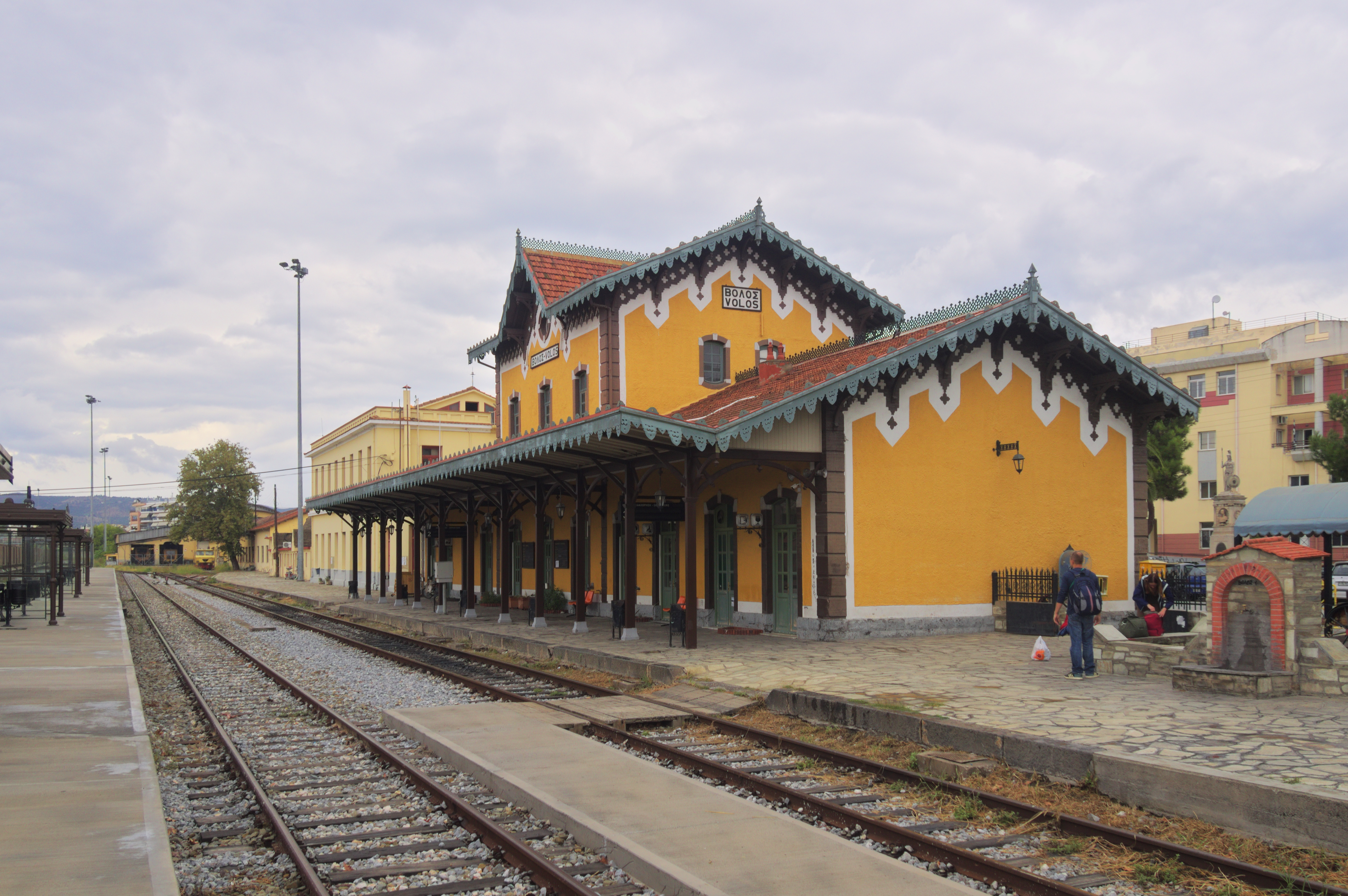
Uno dei progetti di E. de Chirico: la stazione di Volos.

Di nobile origine, era figlio del barone Giorgio Filigone de Chirico (1794-1875) e della contessa Adelaide Mabili y Bouligny (1799-1876), figlia del console spagnolo a Corfù, Don Lorenzo Eliodoro Mabili y Bouligny (1763-1853), originario di Alicante, a sua volta figlio di un umile commerciante, Juan José Eliodoro de Bouligny y Mabili (1735-1800). Sposò Gemma Cervetto (1852-1936), cantante lirica originaria di Smirne in Turchia da cui ebbe tre figli, una femmina che non sopravvisse e due maschi, il pittore Giorgio e lo scrittore Andrea. Conseguita la laurea in Ingegneria si orientò verso il settore dei trasporti, soprattutto ferroviari. 
All'inizio degli anni ottanta del XIX secolo ebbe incarico da Charilaos Trikoupis, Primo Ministro greco, di progettare la rete ferroviaria della Tessaglia che era stata annessa da poco ed era priva di linee ferrate e mezzi di comunicazione efficienti. L'ingegnere era già noto perché con l'Impresa Evaristo de Chirico & Co. aveva costruito linee ferroviarie in Bulgaria; trasferitosi a Volos per motivi logistici ne fece la base delle operazioni e successivamente anche la direzione delle ferrovie tessaliche; la stazione della città venne da lui progettata e costruita e così molte altre di minore importanza. Le costruzioni, iniziate nel 1882 con maestranze italiane e manodopera locale, portarono all'attivazione della linea Volos-Larissa, di 61 km, inaugurata il 22 aprile 1884 dal Re Giorgio I di Grecia, e successivamente della diramazione, a Velestinon, della linea di 142 km per Kalambaka che fu completata il 16 giugno 1886.
Il 10 luglio del 1888 ebbe ivi il suo primo figlio maschio, Giorgio.
Dopo avere terminate le due direttrici principali a scartamento metrico ebbe l'incarico di costruire una piccola ferrovia a scartamento ancora più ridotto, 600 mm, che permettesse di rimontare le aspre pendici del Monte Pelion e la costruì direttamente con le maestranze della propria impresa. La linea ebbe 2 tunnel e 9 ponti di cui uno, in ferro, sul torrente Taxiarhis, è particolare perché in un punto in cui la linea opera una stretta curva ad "U". Tale ponte ancor oggi si chiama Ponte De Chirico. In ragione dei suoi incarichi si trasferì ad Atene dove nel 1891 ebbe il suo secondo figlio. Nel 1899 trasferì tutta la famiglia ad Atene allo scopo di meglio seguire i lavori della ferrovia per Salonicco di cui era stato nominato supervisore. Di salute cagionevole, come scrive il figlio stesso, morì ad Atene nel 1905.